# Hubert Houben
Hubert Houben, född 24 februari 1898 i Goch i Nordrhein-Westfalen, död 9 november 1956 i Krefeld, var en tysk friidrottare.
Houben blev olympisk silvermedaljör på 4 x 100 meter vid sommarspelen 1928 i Amsterdam.

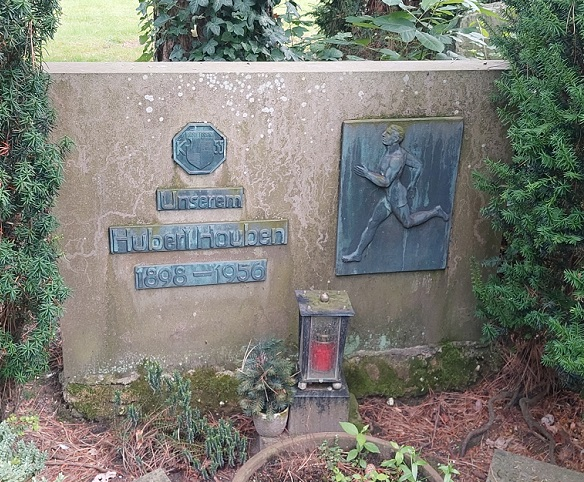
Grabstelle Hubert Houben KR

1. ↑  ”Hubert Houben” (på engelska). Olympics at Sports-Reference.com. Arkiverad från originalet den 13 augusti 2011. https://web.archive.org/web/20110813015739/http://www.sports-reference.com/olympics/athletes/ho/hubert-houben-1.html.